# 이케다 다다쓰구

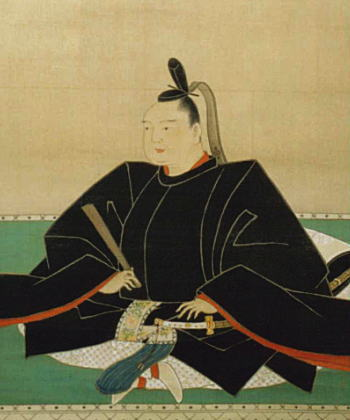
이케다 다다쓰구

이케다 다다쓰구(池田忠継)는 비젠 오카야마번 초대 번주를 지냈다. 돗토리번 이케다 종가 시조.
미카와 요시다성주 이케다 데루마사와 도쿠히메(료쇼인) 사이의 차남으로 태어났다. 도쿠히메는 도쿠가와 이에야스의 차녀로 다다쓰구는 이에야스의 외손이다.
오카야마 영지를 보유한 고바야카와 히데아키가 후사없이 사망하여 다다쓰구는 이복형 도시타카를 집정대리(執政代行)로 두고 어린나이에 오카야마 28만석 영지를 수여받았다.
부친 데루마사 사후 모친 료쇼인에게 히메지번 영지에서 10만석이 분지되어 자연스레 오카야마 번에 편입되어 다다쓰구는 38만석의 영지를 보유하게 된다.
오사카 겨울 전투에 참전한 후 병이 생겨 오카야마성에서 요절하게 된다. 후사는 동복동생 다다카쓰가 이었다.
| 전임 (고바야카와 히데아키) | 제1대 오카야마번 성주 (이케다가, 다다쓰구류) 1603년 ~ 1615년 | 후임 이케다 다다카쓰 |